# Nova Ibiá
Nova Ibiá es un municipio brasileño del estado de Bahía. Su población censada en 2007 por el IBGE era de 7045 habitantes.

## Curiosidad
De acuerdo con el censo de 2000 del IBGE, con 7000 habitantes fue considerada la ciudad brasileña con mayor número de ateos, cerca del 59,85 % de la población se declara como no religiosa o atea.